# Anne Applebaum

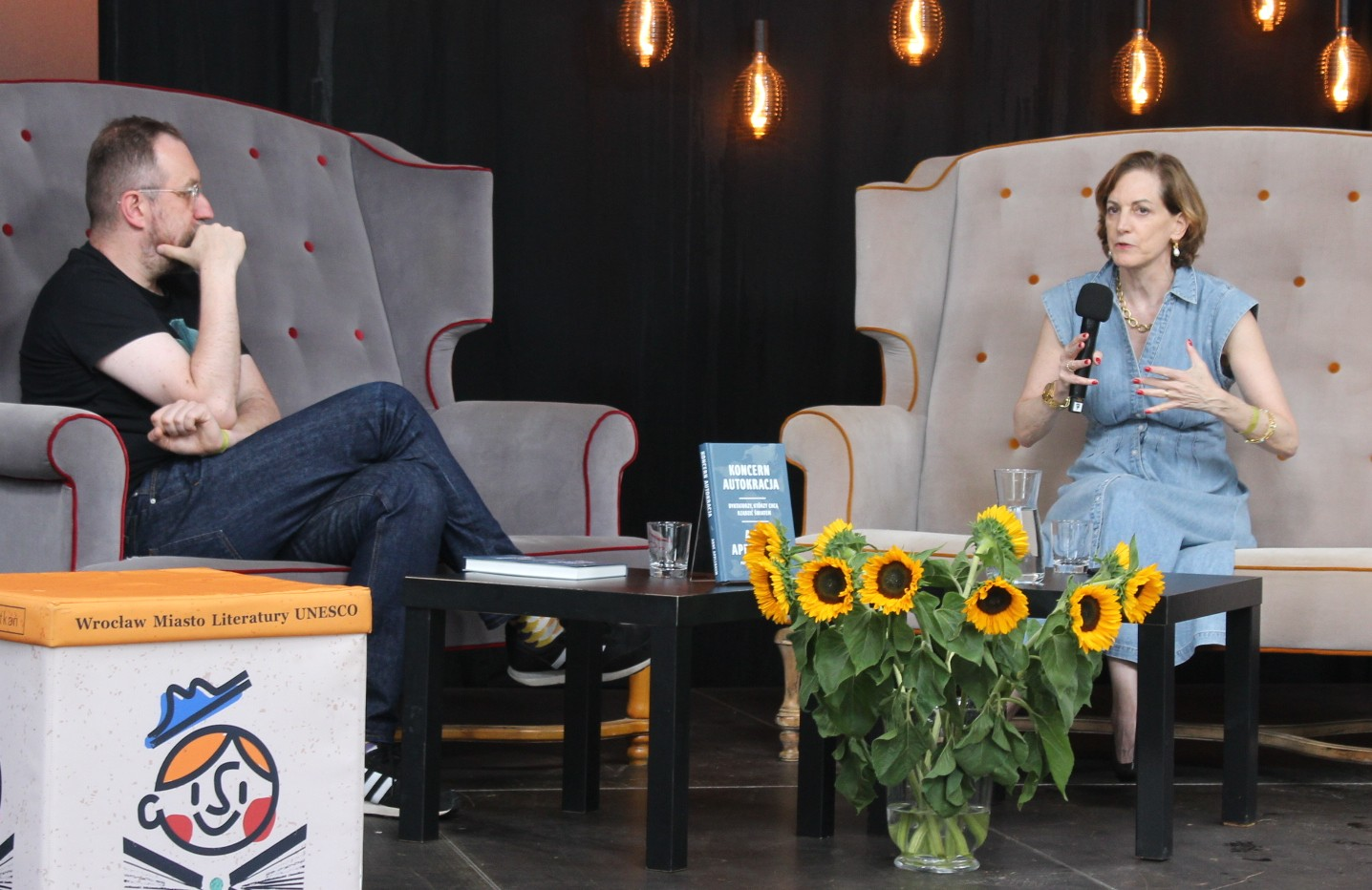
Michał Nogaś, Anne Applebaum

Anne Elizabeth Applebaum-Sikorska (ur. 25 lipca 1964 w Waszyngtonie) – amerykańsko-polska dziennikarka, laureatka Nagrody Pulitzera (2004), publicystka „The Atlantic”.

## Życiorys
Urodziła się w amerykańskiej rodzinie pochodzenia żydowskiego, jako córka Harveya M. i Elizabeth Applebaumów. Po ukończeniu Sidwell Friends School w Waszyngtonie wstąpiła na Uniwersytet Yale, gdzie jesienią 1982 roku studiowała historię ZSRR pod kierunkiem byłego niemieckiego komunisty Wolfganga Leonharda. Jako studentka spędziła lato 1985 roku w Leningradzie w Związku Radzieckim (obecnie Sankt Petersburg w Rosji). W 1986 uzyskała w Yale licencjat z historii i literatury, a następnie tytuł magistra stosunków międzynarodowych na London School of Economics w 1987. Studiowała także w St Antony’s College na Uniwersytecie Oksfordzkim przed przeprowadzką do Warszawy.
Karierę dziennikarską rozpoczęła w 1988 jako korespondentka „The Economist” w Warszawie; do 1991 opublikowała serię artykułów o przemianach społecznych i politycznych w Europie Wschodniej. Pracowała następnie jako redaktor działu zagranicznego a później zastępca redaktora naczelnego tygodnika „The Spectator” w Londynie. W trakcie brytyjskiej kampanii wyborczej w 1997 była także redaktorem politycznym „Evening Standard”. Przez kilka lat prowadziła kolumnę „Foreigners” w internetowym magazynie „Slate”, przejętym w 2004 przez The Washington Post Company. W latach 2002–2006 była członkinią kolegium redakcyjnego „The Washington Post”, gdzie jako komentatorka polityczna prowadzi tygodniową kolumnę poświęconą sprawom zagranicznym. Jest dyrektorem projektów pod nazwą „Transitions Forum” (przemiany polityczno-gospodarcze) w londyńskim think tanku Legatum Institute.
Za swoją pierwszą książkę Between East & West (Między Wschodem a Zachodem) otrzymała w 1996 Nagrodę im. Adolpha Bentincka. Za wydaną w 2003 książkę Gułag otrzymała w 2004 Nagrodę Pulitzera w kategorii „General nonfiction”. W 2011 wraz z Danielle Crittenden wydała książkę kucharską Przepisy z mojego ogrodu.
W 2013 uzyskała obywatelstwo polskie. W tym samym roku zdobyła Cundill Prize, nagrodę za książkę historyczną Za żelazną kurtyną. Ujarzmienie Europy Wschodniej 1944–1956.
W 2018 wraz z Radosławem Sikorskim i Grzegorzem Hajdarowiczem uczestniczyła w spotkaniu Grupy Bilderberg. W 2024 otrzymała Nagrodę Pokojową Księgarzy Niemieckich oraz tytuł doktora honoris causa Uniwersytetu Marii Curie-Skłodowskiej.

## Życie prywatne
Jej mężem jest Radosław Sikorski, z którym ma dwóch synów: Aleksandra i Tadeusza. Zamieszkała z rodziną w Chobielinie.

## Publikacje w języku polskim
- Gułag, z ang. przeł. Jakub Urbański, przekł. rodz. 1: Małgorzata Claire Wybieralska, Warszawa: „Świat Książki”, 2005.
- Między Wschodem a Zachodem: przez pogranicza Europy, przeł. Ewa Kulik-Bielińska, Warszawa: Prószyński i S-ka, 2001 *wyd. 2 – 2009).
- Wstęp [w:] Gustaw Herling-Grudziński, Inny świat: zapiski sowieckie, Kraków: Wydawnictwo Literackie, 2010.
- (współautor: Danielle Crittenden) Przepisy z mojego ogrodu, przeł. Jacek Konieczny, Kraków: Wydawnictwo Literackie 2011.
- Wstęp [w:] Cathy A. Frierson, Siemion S. Wileński, Dzieci Gułagu, przeł. Anna Sawisz, Agnieszka Nowakowska, Warszawa: Wydawnictwo Naukowe PWN, 2011.
- Za żelazną kurtyną. Ujarzmienie Europy Wschodniej 1944-1956, przeł. Barbara Gadomska, Warszawa: „Świat Książki ”przy współpr. Agora, 2013.
- Czerwony głód, przeł. Barbara Gadomska, Wanda Gadomska, Warszawa: Agora, 2018.
- Matka Polka. Anne Applebaum w rozmowie z Pawłem Potoroczynem, Warszawa: OsnoVa, 2020.
- Zmierzch demokracji. Zwodniczy powab autorytaryzmu, przeł. Piotr Tarczyński, Warszawa: Wydawnictwo Agora, 2020.
- Wybór (wraz z Donaldem Tuskiem), Warszawa 2021[12].
- Koncern Autokracja. Dyktatorzy, którzy chcą rządzić światem, przeł. Michał Rogalski, Warszawa: Wydawnictwo Agora, 2024

## Odznaczenia
- Krzyż Oficerski Orderu Zasługi Rzeczypospolitej Polskiej – 7 listopada 2012 postanowieniem prezydenta Bronisława Komorowskiego za wybitne osiągnięcia w pracy dziennikarskiej i publicystycznej oraz upowszechnianie wiedzy o najnowszej historii Europy Środkowo-Wschodniej odznaczona zostaje obywatelka Stanów Zjednoczonych Ameryki i Zjednoczonego Królestwa Wielkiej Brytanii i Irlandii Północnej[13] (dekoracja odbyła się 11 listopada 2012[14]).
- Order Krzyża Ziemi Maryjnej III Klasy – Estonia, 2008[15][16].
- Gwiazda Tysiąclecia Litwy – Litwa, 2008[17].
- Order Księżnej Olgi, II Klasa – Ukraina, 2022[18].
- Order Księżnej Olgi, III Klasa – Ukraina, 2019[19].